# Bossanova
De bossanova is een muziekstijl die eind jaren vijftig van de 20e eeuw in Brazilië vanuit de samba (als basisritme) ontstond en door de jazz beïnvloed werd.
Hieronder een voorbeeld van het basisritme dat op een gitaar gespeeld zou kunnen worden:
Bossanova klinkt erg warm en sensueel, altijd rustig en nooit agressief.
Grondlegger van de bossanova-stijl is de Braziliaanse gitarist-zanger-componist João Gilberto, die in de eerste plaats de composities van Antônio Carlos Jobim (Tom Jobim) een meerwaarde gaf en ze naar een groot publiek bracht.
Bossanova werd wereldwijd populair en kreeg vooral aandacht van Amerikaanse jazzmusici, zoals saxofonist Stan Getz, die er gigantische successen mee scoorde, het grootste met het duo-album Getz/Gilberto. De Braziliaanse organist Walter Wanderley bracht in de jaren zestig veel succesvolle Bossanova albums uit, ook samen met Astrud Gilberto. Zijn nummer Summer Samba was een wereldwijde Bossanova hit in 1966.
Ella Fitzgerald en Frank Sinatra maakten albums die volledig aan het werk van Jobim waren gewijd. Ook Toots Thielemans droeg bij tot de wereldwijde bekendheid van de bossanova en werd ervoor in 2006 door Gilberto Gil gehuldigd.
Waarschijnlijk is Jobims The Girl from Ipanema, onder andere uitgevoerd door Astrud Gilberto, het bekendste bossanova-nummer.
De film Orfeu Negro (Black Orpheus) uit 1959 van Marcel Camus (Gouden Palm op het Filmfestival van Cannes en Oscar en Golden Globe voor de Beste buitenlandse film) had, vooral wegens de soundtrack, een grote invloed op de verspreiding van de bossanova in Latijns-Amerika, de VS en West-Europa. Antônio Carlos Jobim en Luiz Bonfá tekenden voor de muziek, die de sfeer van de film in grote mate bepaalt.
Talloze composities van Jobim zijn standards geworden. De muziek van de legendarische componist wordt nog steeds wereldwijd door diverse artiesten uitgevoerd.
Het Bossanova genre inspireerde de Japanse Shibuya-Kei stroming, welke gedurende de late jaren 90 populair werd.

## Bossanova-artiesten
- Antônio Carlos Jobim
- João Gilberto
- Astrud Gilberto
- Stan Getz
- Bebel Gilberto
- Chico Buarque
- Ellis Regina
- Miúcha
- Edú Lobo
- Nara Leão
- Roberto Menescal
- Bogdan Plech
- Carlos Lyra
- Sérgio Mendes
- Marcos Valle
- Baden Powell
- Johnny Alf
- Vinicius de Moraes (componist)
- Walter Wanderley